# インディラ (映画)
『インディラ』（原題：Indira）は、1995年に公開されたインドの映画。スハーシニ・マニラトナムが監督を務め、アヌー・ハーサン、アルヴィンド・スワーミ、ラーダー・ラヴィ、ナーサルが出演している。音楽はA・R・ラフマーンが作曲し、撮影監督はサントーシュ・シヴァンが務めている。副監督はV・プリヤが務めた。

## キャスト
- インディラ - アヌー・ハーサン（英語版）
- テャーグ - アルヴィンド・スワーミ
- セートゥパティ - ナーサル
- コータマラヤル - ラーダー・ラヴィ（英語版）
- カナクピラーイ - ジャナガラージュ（英語版）
- P・L・ナーラーヤナ
- 幼少期のインディラ - モーニカ（英語版）
- 大臣 - チャンドラハーサン

## 製作
スハーシニ・マニラトナムは映画プロデューサーのチャンドラハーサンの娘で、自身の従妹でもあるアヌー・ハーサンを主役に起用した。彼女は撮影について「新人女優にとっては、とても重いタイトルでした。しかし、私はストーリーラインに動かされ、感情が圧倒される場面がありました。涙のシーンでグリセリンを使用したことは一度もありませんでした」と語っている。

## 評価
映画はタミル・ナードゥ州映画賞の撮影賞、特別賞を受賞している。また、スハーシニの唯一の長編映画作品として知られている。